# 営団07系電車
営団07系電車（えいだん07けいでんしゃ）は、帝都高速度交通営団（営団）が設計・製造した通勤形電車である。2004年（平成16年）4月の営団民営化にともない、東京地下鉄（東京メトロ）に継承された。

## 概要
有楽町線において1993年（平成5年）3月に実施されるダイヤ改正時の輸送力増強用として10両編成2本が川崎重工業にて製造され、同年3月18日に営業運転を開始した。その後、1994年（平成6年）12月7日の小竹向原駅 - 新線池袋駅間開業および西武有楽町線新桜台駅 - 練馬駅間延伸に伴う増発用として、10両編成4本が日本車輌製造で追加製造された。
設計にあたっては「Gentle & Mild」をメインテーマとし、列車に関わる全ての人と環境にやさしくあるよう設計した。人とは「乗客・乗務員・検修員・製造作業員」を、環境とは「車内居住環境（音・光・空調など）、社会環境（振動・騒音・リサイクル）」のことを表している。これは、21世紀を目指した車両は「人と環境に心を配り、おだやかで上品であること」を必要としたためである 。このメインテーマを元にして、外観・内装・機器などを一貫した設計を実施した。同時期に落成した千代田線用の06系とは共通の設計であり、メインテーマ・デザインコンセプトも共通としている。
この頃は営団各線で旧世代系列の車両交代が盛んだったため、これら06・07系と類似の仕様（総柄入り座席モケット、座席横のモケット付手すり、VVVFインバータ制御、モノリンク式ボルスタレス台車など）を搭載した0x系シリーズの新車が他の営団線にも大量に投入された。
製造費用は1次車で1編成あたり14億1,099万2,000円、2次車で1編成あたり14億1,980万1,000円である。

## 車両概説
本項では特記のない限り、有楽町線時代の仕様について述べる。

### 車体

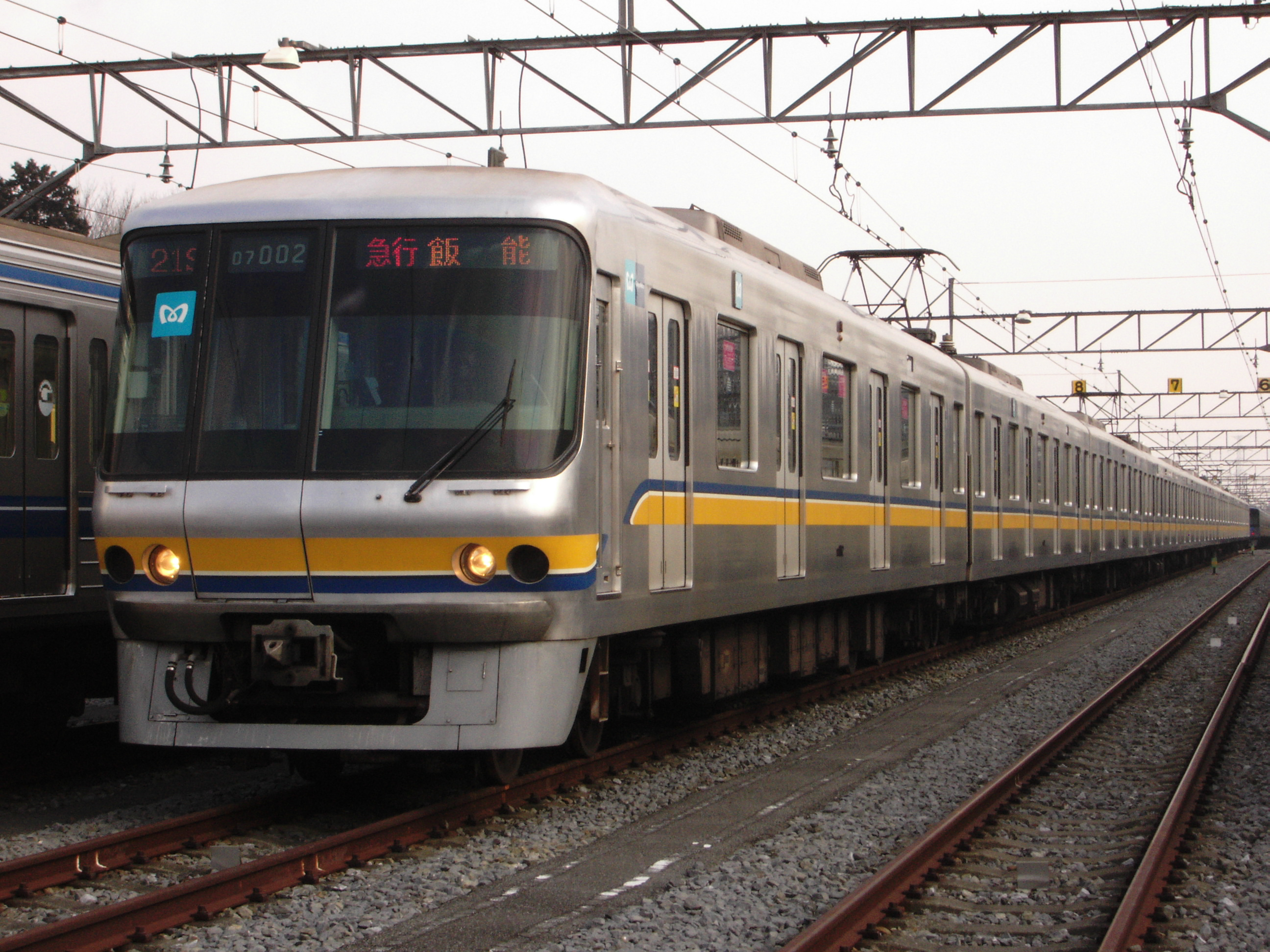
有楽町線時代の外観

外観は「おだやかで、上品な中にアーバン的な雰囲気を持ち、長くお客様に親しまれること」をデザインコンセプトにした 。車体はアルミニウム合金製で、車両側面では屋根を高くし、いわゆる張り上げ屋根タイプとした。1次車と2次車では細かな点で違いはあるが、仕様はほぼ同一である。
前面は約14度の後退角を付け、全体的に丸みを帯びた形状とし、フロントガラスは側面にまで周りこませた曲面ガラスとした。前照灯と尾灯は丸型であり、窓下に設置されている。当初は西武池袋線内における優等列車での使用を考慮して上部に通過標識灯が設置されたが、同線での使用停止により未使用となっている。
下部には灰色の排障器（スカート）が設置されるようになった。連結器は密着連結器である。有楽町線時代は、乗り入れ先の非常時に電磁直通ブレーキ車両との併合を考慮して、ブレーキ接続用の空気配管、空気栓受が装備された。
カラーリングはゴールド（黄色）を主体に、白と青の細帯、さらに黒色の4色を配した。
側面構造は20m両開き・4扉である。側面は従来車両よりも運転室スペースを広く取り、なおかつ先頭車の全長を長くしないために車内の座席定員配列を3 - 7 - 7 - 7 - 3から4 - 6 - 7 - 6 - 4に変更した。このために側窓の大きさがそれぞれ異なる。さらに連結面側の客用ドア位置が標準間隔車両よりも車体中央寄りになった。後年に車両間転落防止幌を設置した。
冷房装置は新造時から集中式を各車に1基搭載し、装置キセには車外放送用スピーカーを内蔵している。有楽町線時代は端部にFRP製のカバーを付けた、丸みを帯びた形状である。装置は日立製作所製の外気導入形インバータ制御方式（FTUR300-206形）で、能力は48.9kW（42,000kcal/h ）である。

### 車内設備
内装デザインは、外観ラインカラーと共通の事項とし、06系では「おだやかで落ち着いた雰囲気」をめざしたが、本系列では「上品で活気あふれる雰囲気」をめざした。カラースキームは、有楽町線沿線の池袋や有楽町（銀座）、ウォーターフロントといったカジュアルな街のイメージからピンク系になっている。化粧板は「ピンクベージュ」をベースとし、セザンヌをはじめとした印象派の油絵をモチーフにしたものとした。床材は外側を「ステラブルー」、中央部は「都会のリズム」を抽象的に表したもので、「グレードーン」と「スウィフトブルー」でコーディネートした。
座席は車端部から順に4・6・7・6・4人掛けのバケットシートであり、1人分の掛け幅は450mm、支持は脚台（蹴込み）のあるタイプである。落成時のモケットは「ラズベリーレッド」の濃いピンク色に細かな砂目模様の入った表地であった。優先席部分は東西線転籍後も青地にシルバーライン入りを使用している。
2次車は以下の時期に05系（特に第19 - 24編成）非片持ち式バケットシート車タイプのもの（背ずり部分に区分柄がある赤系のモケット）への交換が行われた。
- 第03編成：2005年（平成17年）11月上旬以前
- 第04編成：2006年（平成18年）1月中旬以前
- 第05編成：2006年（平成18年）2月中旬 - 3月下旬
- 第06編成：2006年（平成18年）4月 - 5月中旬

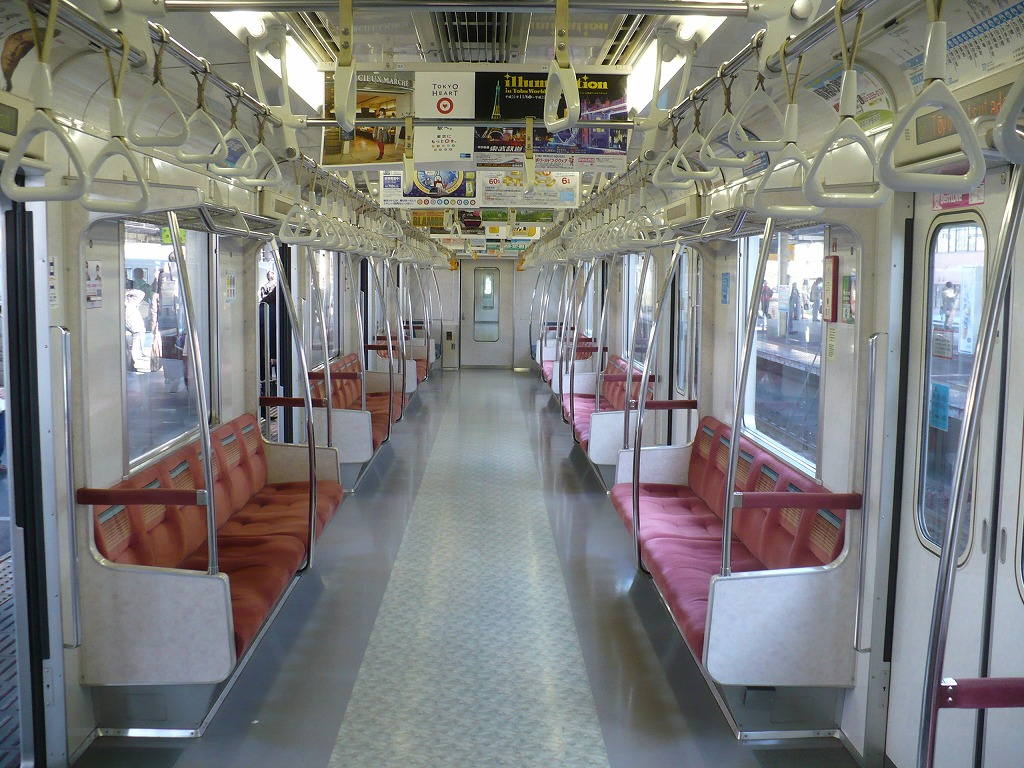
07系の車内
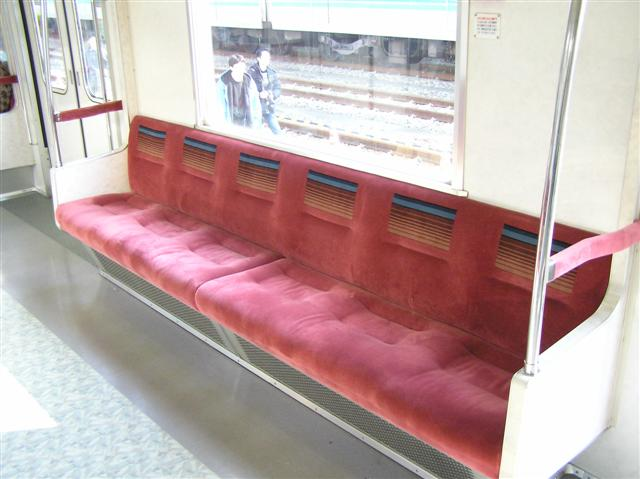
東西線用の座席モケット
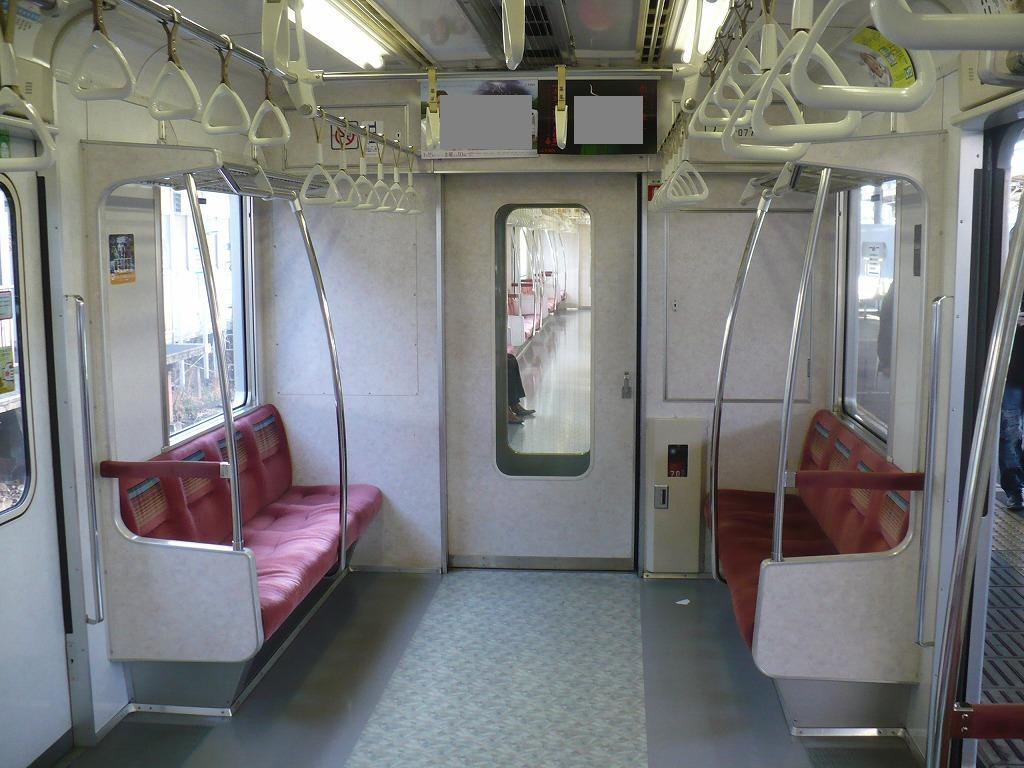
車端部の座席を見る（一般席）
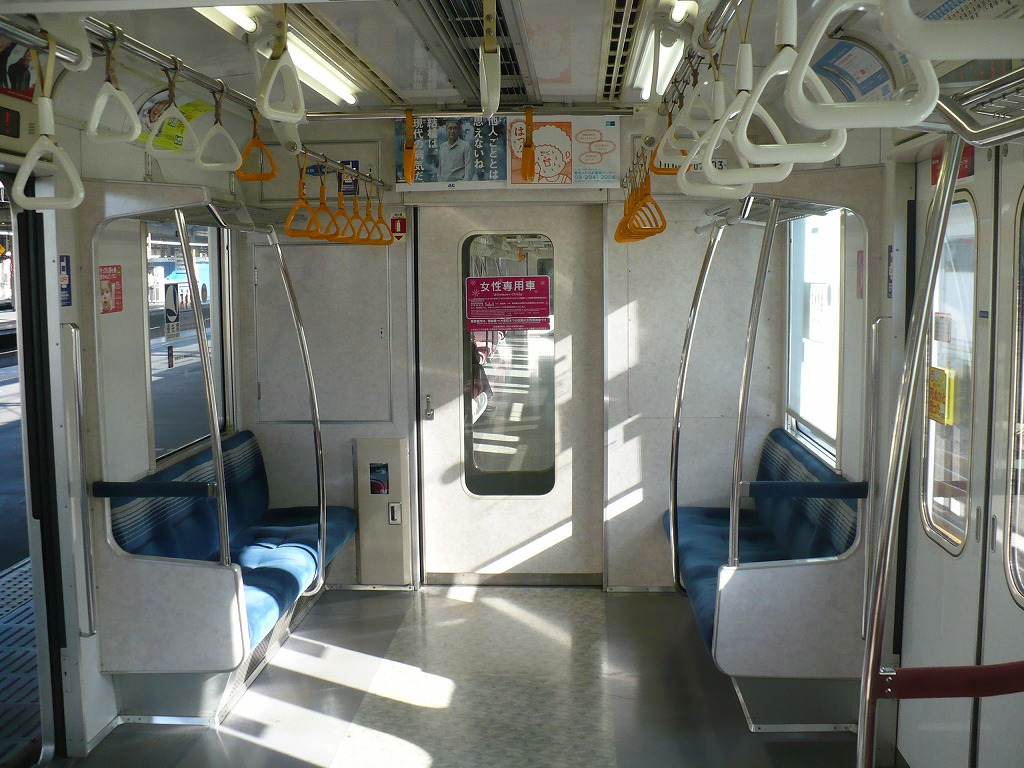
車端部の優先席を見る
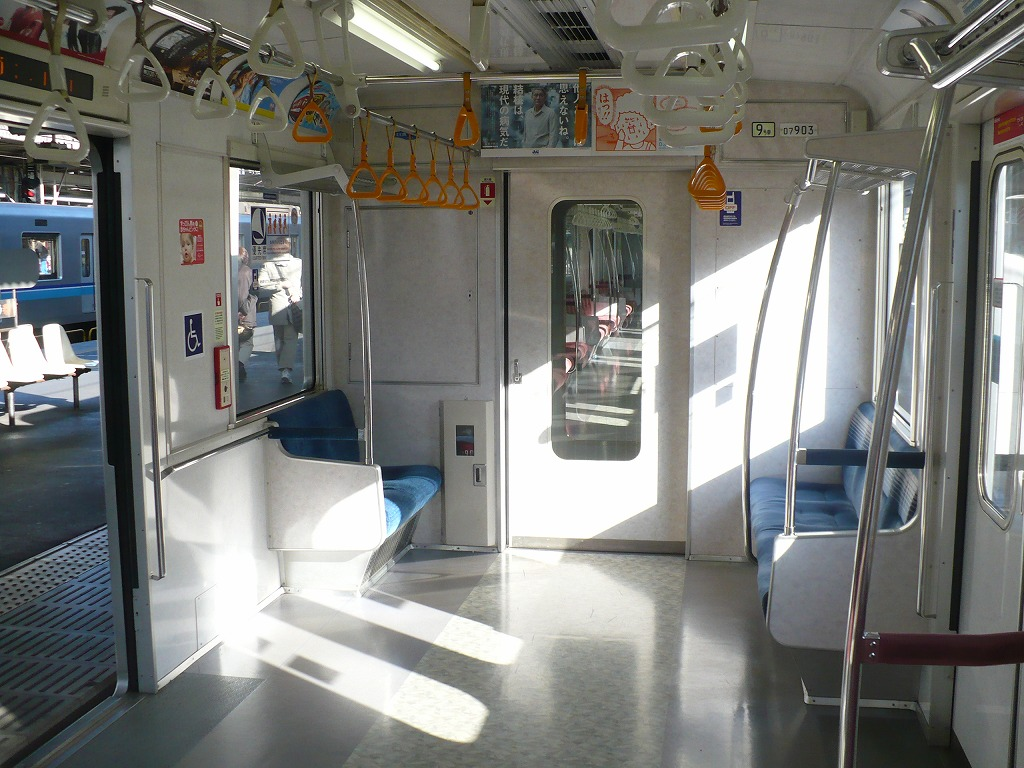
車いすスペース部（左側）
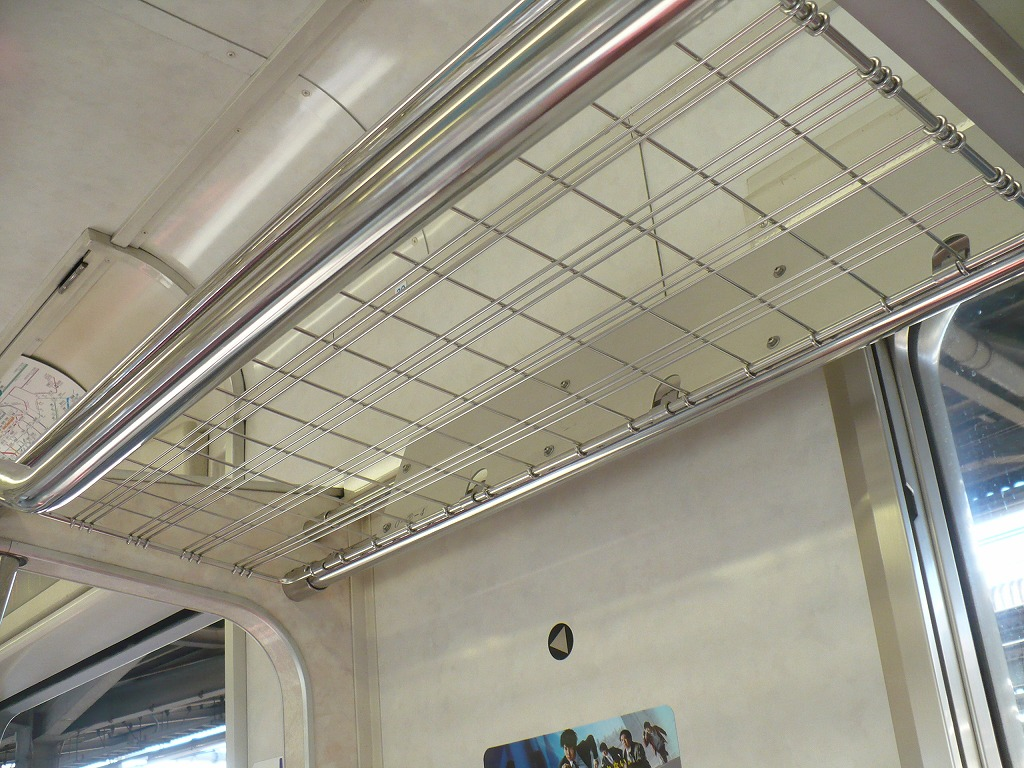
ステンレス線を組んだ網棚

車内天井は車両屋根曲線の改良や空調ダクトを扁平化するなど工夫することで、天井高さ2,230mmとし、従来車両よりも88mm高くした。さらに袖仕切の握り棒は車外に向かって広がるようにし、圧迫感を減らすようにした。
袖仕切り形状は6000系以来の面影を残す荷棚部分までつながっているタイプで、このタイプの袖仕切りを採用した車両としては末期に位置する。荷棚前の手すりは端部を袖仕切りで支持しているため、端部が曲がっている。さらに袖仕切上部の保護棒（サイドバー）には座席モケットと同じ布地が巻かれている。荷棚はステンレス線を格子状に溶接したものである。
天井からのつり手棒受けはアルミニウム製の中空品で、白色に焼付け塗装をしたものである。つり革は白色の三角形のものであり、2005年（平成17年）末には優先席部において、オレンジ色品へ交換が実施された。車椅子スペースは2・9号車に設置され、隣に2人掛けの座席がある。
前述した座席配置の関係から、側窓は全て1枚の大型ガラスで、6人掛けの箇所が下降式である。（それ以外は固定窓）車内の窓枠はアルミニウム製だが、通常のシルバーではなく、ゴールドのメッキ品を使用している。窓が大きいことからカーテンはフリーストップ形のものである。
客用ドアは複層ガラス構造を採用している。連結面の貫通扉は各車端部に設置されており、片開き式で窓ガラスは下方向に拡大されたものとなっており、客用ドアも含め室内側は化粧板貼り付けである。なお、妻面窓は設置していない。

#### 旅客案内設備

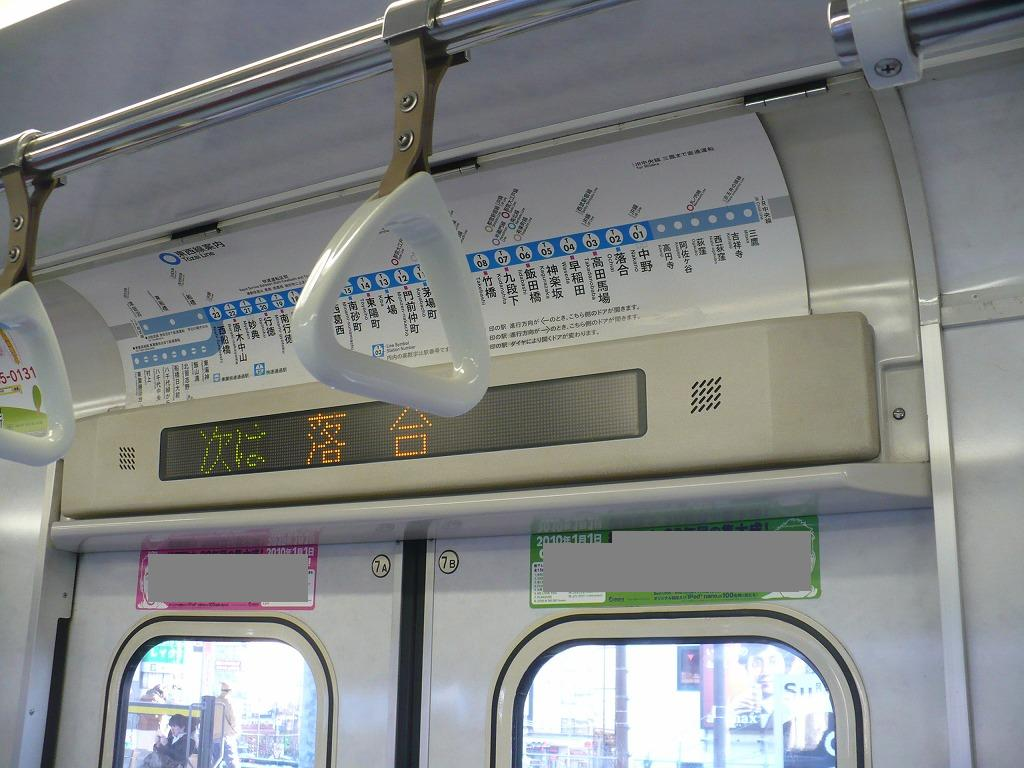
客用ドア上部の車内案内表示器

正面と側面にLED式の種別・行先表示器（1つの表示器に表示）を設置する。書体は明朝体とし、側面のみ英字併記である。東西線転籍後は05系に準じたROMを使用しており、表示内容は同系列のLED表示車とほぼ同じである。
種別表示色は快速・東葉快速（東快）の表示は赤色、通勤快速（通快）は緑色で表示される。有楽町線（西武線内）時代は準急・快速の表示は緑色、急行（定期列車では運用なし）は赤色で表示される。なお、両線とも各停運用では種別の表記はせず、また側面の種別表記のみは枠付きで表示される。
各客用ドア上部にLED文字表示による車内案内表示器（1段表示式）を設置し、ドアチャイムを設置する。東西線転籍後は、05系第24編成以前に合わせて乗り入れ先の中央線・総武線・東葉高速線内では（例：三鷹 ゆき）、固定表示になる。
有楽町線時代の編成は乗り入れ先の東武・西武線内でも表示し、そこでも東京地下鉄からの各種案内が表示された。LED表示器の最大表示文字数が12文字ではなく11文字となっているため、西武車両ではスクロールしない部分（例：[この電車は 新木場 ゆき]、[ つぎは 新 桜 台 ]など）が常にスクロールして表示された。また、準急や快速などの運用の場合はスクロールせずに表示された。
車外スピーカーによる乗降促進ブザーは、電子音によるブザーが鳴動した後に「ドア（登場時は「扉」）が閉まります、ご注意下さい」の音声が2回流れる。
自動放送装置を搭載する。東西線転籍後の自動放送装置はJR・東葉高速線内には対応しておらず、東西線内のみで使用される。
有楽町線時代は西武線や東上線にも対応していた。また、他の自動放送搭載車と同様に平日朝夕ラッシュ時の一部時間帯は有楽町線内では英語放送や乗り換え案内放送が流れなくなる。ただし、日本語での次駅案内や「これから先は、カーブが多く電車が揺れますのでご注意下さい」と注意を促す放送は流れる。これは東西線への転籍後も同じである。

### 運転台
乗務員室は乗務員の操作性、居住性の向上と前方視野の拡大、客室からの眺望を配慮した機器形状、色彩とした。車内色はアイボリー色、運転台計器盤は灰色のデスクタイプであり、奥行き1,900mmと広めに確保した。マスコンハンドルとブレーキ設定器が別個とされた縦軸回転式ツーハンドルで、デッドマン装置は装備されていない。本系列のブレーキ設定器は固定式としている。
計器盤の配置は有楽町線時代・東西線用ともほぼ同じである。針計器は左から電流計・速度計（120km/hまで）・圧力計・ブレーキ指示計が並ぶ。車両情報管理装置（TIS・後述）のモニター画面はブレーキハンドルの右側、計器盤とは斜めに配置され、乗り入れ先の機器などが多い乗務員室機器を出来るだけ集約してユニット化し、凹凸を減らした。警笛は空気笛と電気笛を使用している。
乗務員室と客室の仕切りには日比谷線用の03系と同様に大窓1つと乗務員室扉があり、乗務員室扉は客室から見て右端ではなくやや中央寄りに配置されている。大窓にはスモークの入ったガラスを使用している。当初遮光幕は大窓のみ設置してあったが、後に乗務員室扉窓にも遮光幕が設置された点では03系と異なる。

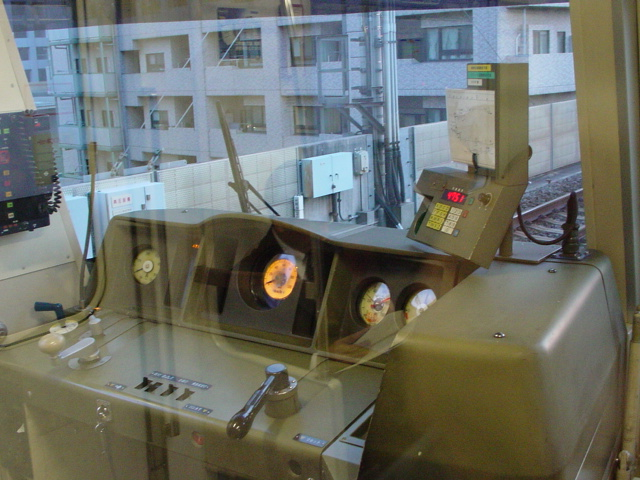
有楽町線時代の運転台
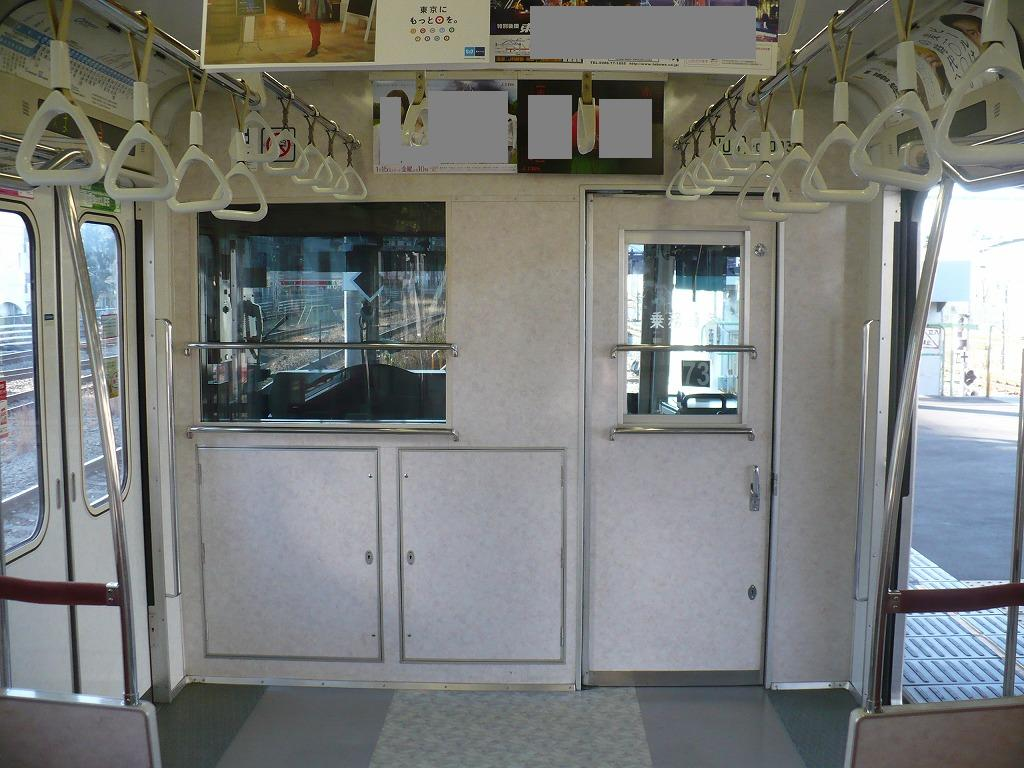
乗務員室背面仕切壁

### 走行機器など
主回路制御装置にはIGBT素子（素子耐圧1,500V - 600A）によるVVVFインバータ制御（3レベル方式） を採用した。1次車は三菱電機製、2次車は日立製作所製を搭載する。1基の制御器で1個の主電動機を制御する個別制御（1C1M） 方式で、出力205kWの電動機は編成中に16個装備する。
空気圧縮機（CP）はレシプロ式のC-2500LB形を編成で3基搭載する。パンタグラフは菱形のPT-4322Sを4基搭載した。
補助電源装置は有楽町線時は三菱電機製の170kW出力DC-DCコンバータ（TN-AA170A形・直流600V出力）を搭載していた。東西線転籍後は富士電機製の240kVA出力静止形インバータ (SIV)（CDA061形・三相交流440V出力）に更新されている。これらは編成で2台搭載する。
ブレーキ装置は回生ブレーキ併用の全電気指令式空気ブレーキとし、保安ブレーキ、降雪時に使用する対雪ブレーキを設置する。ブレーキ制御には1両の電動車が2.5両分の回生ブレーキを負担する「1M1.5T新遅れ込め制御方式」を採用した。この新遅れ込め制御方式は、従来よりも回生ブレーキ性能向上と制輪子減少を図れる新しい方式である。
編成中の電動車 (M) と付随車 (T) の構成（MT比）は4M6Tながら起動加速度は7000系と同一の3.3km/h/sを確保しており、歯車比は大きい。有楽町時代の減速性能は常用3.5km/h/s、非常4.5km/h/sであったが、東西線車両では常用減速度は同様だが、非常減速度は5.0km/h/sであることから、東西線転籍時に非常減速度を5.0km/h/sに変更した。

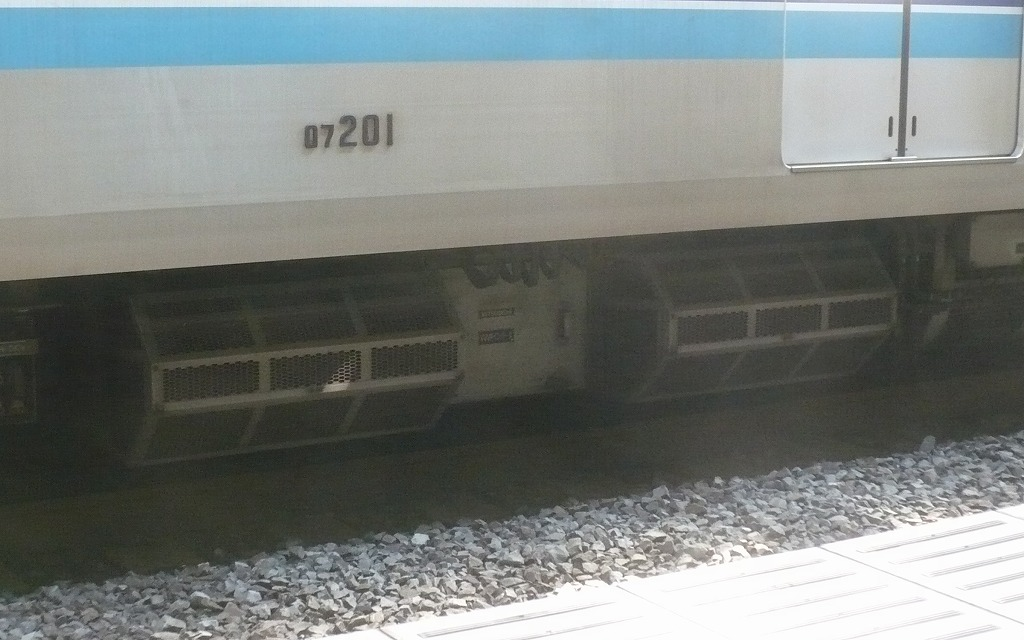
1次車の三菱電機製VVVFインバータ装置（MAP-214-15V40形）
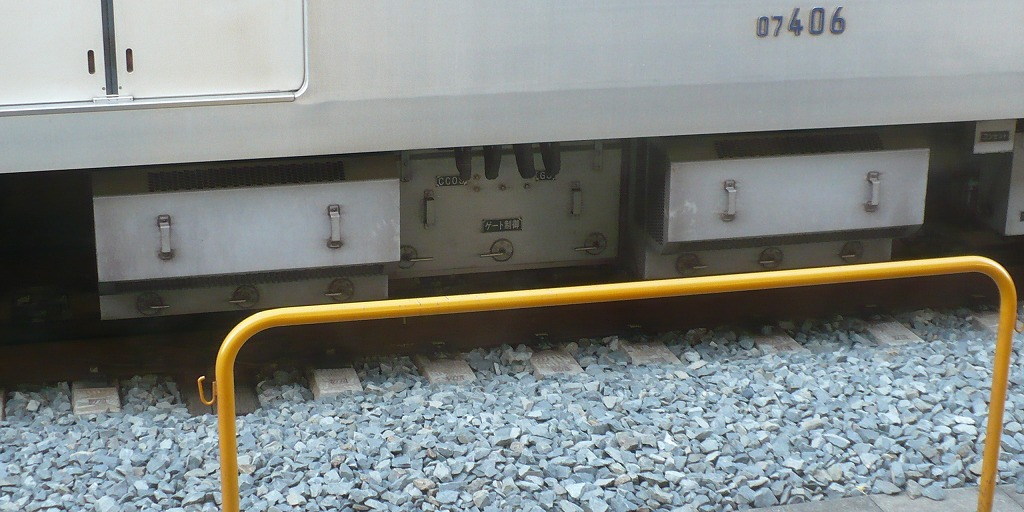
2次車の日立製作所製VVVFインバータ装置（VFI-HR4420A形）
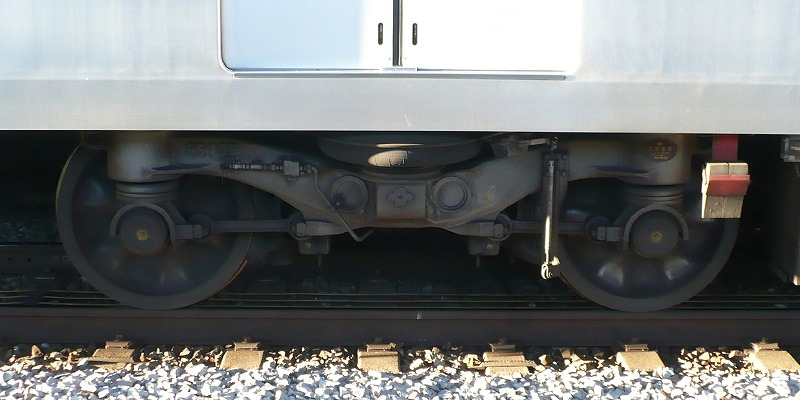
動力台車 SS-135形 （06系の同一品）
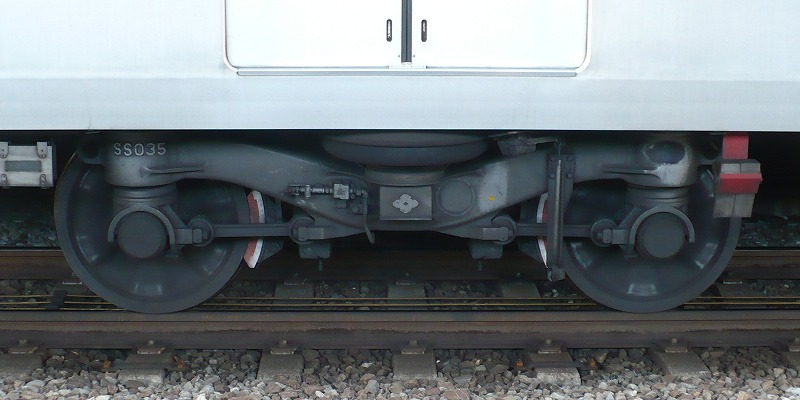
付随台車 SS-035形 （06系の同一品）
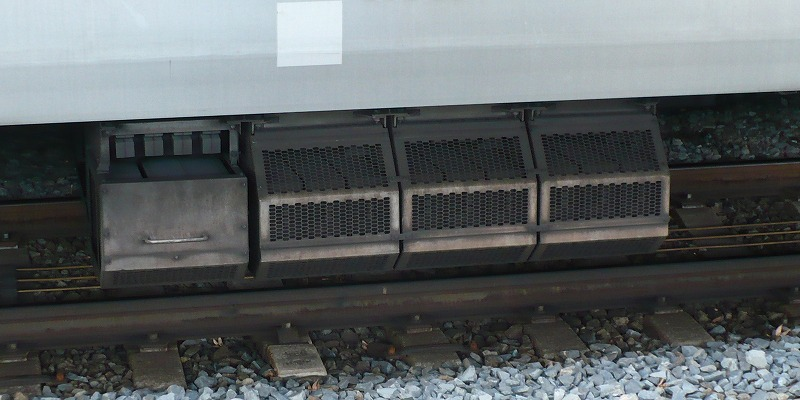
有楽町線時代の補助電源装置 三菱電機製DC-DCコンバータ （06系の同一品）
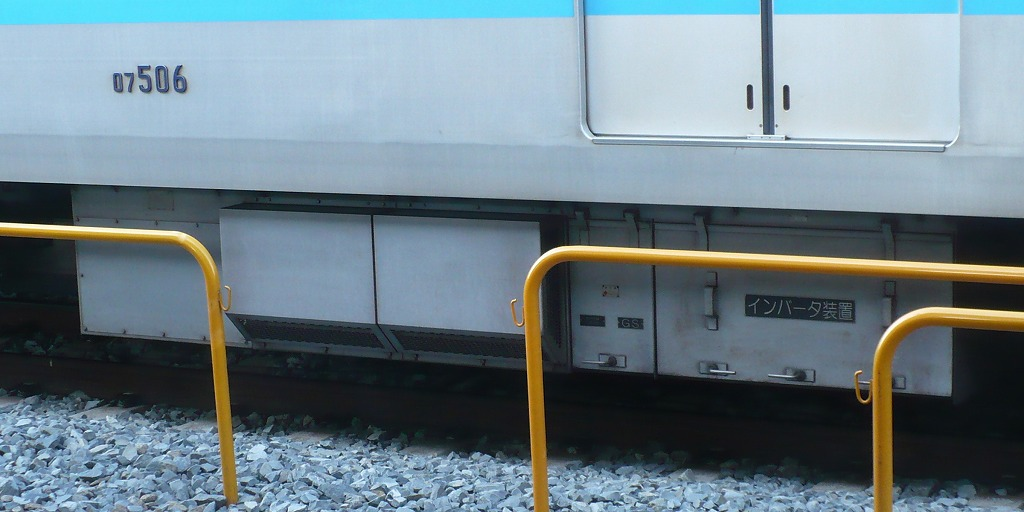
東西線転属後の補助電源装置 富士電機製静止形インバータ
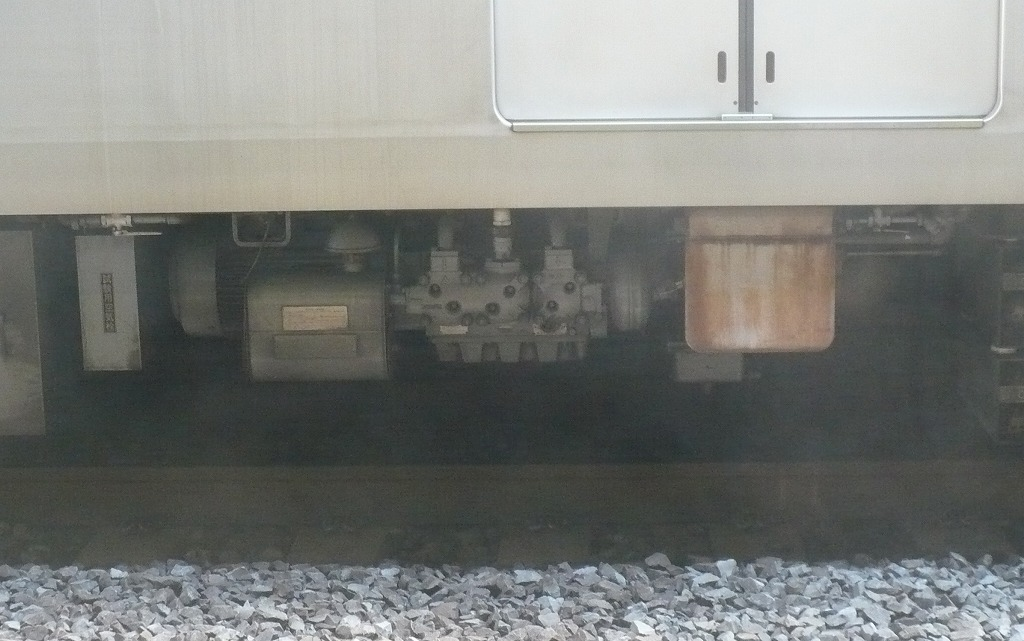
C-2500LB形空気圧縮機

台車はモノリンク式軸箱支持方式のボルスタレス台車であり、電動車がSS135形、付随車と制御車 (CT) がSS035形と称するものを使用している。基礎ブレーキは片押し式のユニットブレーキである。この台車は営団地下鉄における次世代の標準台車を目指したもので、「曲線通過性能向上」・「メンテナンス省力化」・「軽量化・高粘着化」を設計の基本とした。その後も、民営化後の東京地下鉄でもモノリンク方式の台車は使用を継続している。
車両制御情報管理装置
本系列においても日比谷線用の03系以来の車両制御情報管理装置（通称：TIS・Train Control Information Management System）を搭載している。これにより乗務員の支援や検修時の効率的な運用を可能としている。さらにマスコン指令や常用ブレーキの指令などの制御伝送機能を有している。
本系列においては車両間の伝送線に光ケーブルを採用したことや運転台表示器にカラー液晶画面を採用するなど操作性の向上を図ったものとした。なお、東西線転籍後はプログラムを変更し、「行先設定」・「案内設定（車内案内表示機器と自動放送の設定）」と「空調モード」の設定をTISモニター画面から行なえるようにした。
また、06系と同様に本系列で使用される装置は、三菱製の機器で称される「TIS」の名称が使用されているが、実際には日立製作所製「ATI・Autonomous Train Integration」が搭載されている。

### 保安装置
落成当初は、有楽町線用のCS-ATC装置と東武東上線用の東武形ATS装置を搭載していた。列車無線装置には誘導無線装置（IR）と東武用の空間波無線装置（SR）を搭載していた。
1998年（平成10年）3月には西武池袋線への本格的な乗り入れに伴い、西武形ATS装置の搭載、西武用空間波無線（SR）の搭載をした。運転台では西武用列車無線送受話器の新設、西武ATS開放スイッチ、西武用列車番号設定器などが新設された。屋根上には東武用のI型列車無線アンテナに加え、L字型の西武用無線アンテナを設置した。（1997年度 - 1998年度に施工）。
2000年（平成12年）に入り、東武鉄道の列車無線システム更新に伴い東武用空間波無線装置を更新、運転台の列車無線操作器は3社別型から、1台に集約したタイプの機器に交換、同時に屋根上の東武用無線アンテナをI型形状からL型形状に交換した。
2002年（平成14年）には有楽町線の保安装置を新CS-ATC装置に更新する工事が行われ、ATC車上装置の更新、速度計の双針式（黒針は速度現示用、赤針はATC過走防護信号（ORP・Over Run Protector）の制限速度表示用）への交換などが施工された。（1999年度より順次施工）

## 改造

### 東西線転用

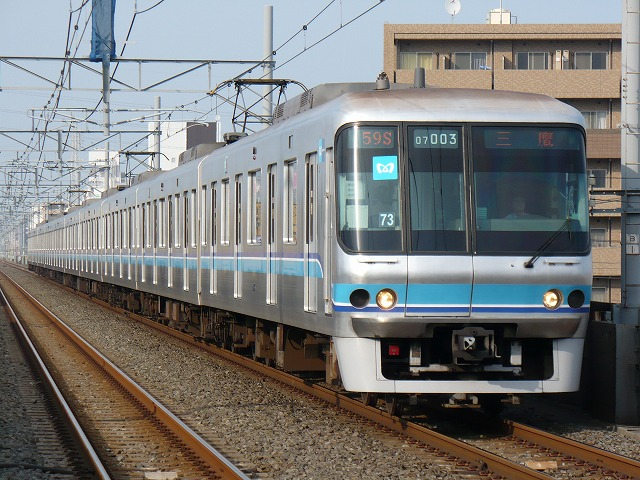
東西線へ転属した当初の07系

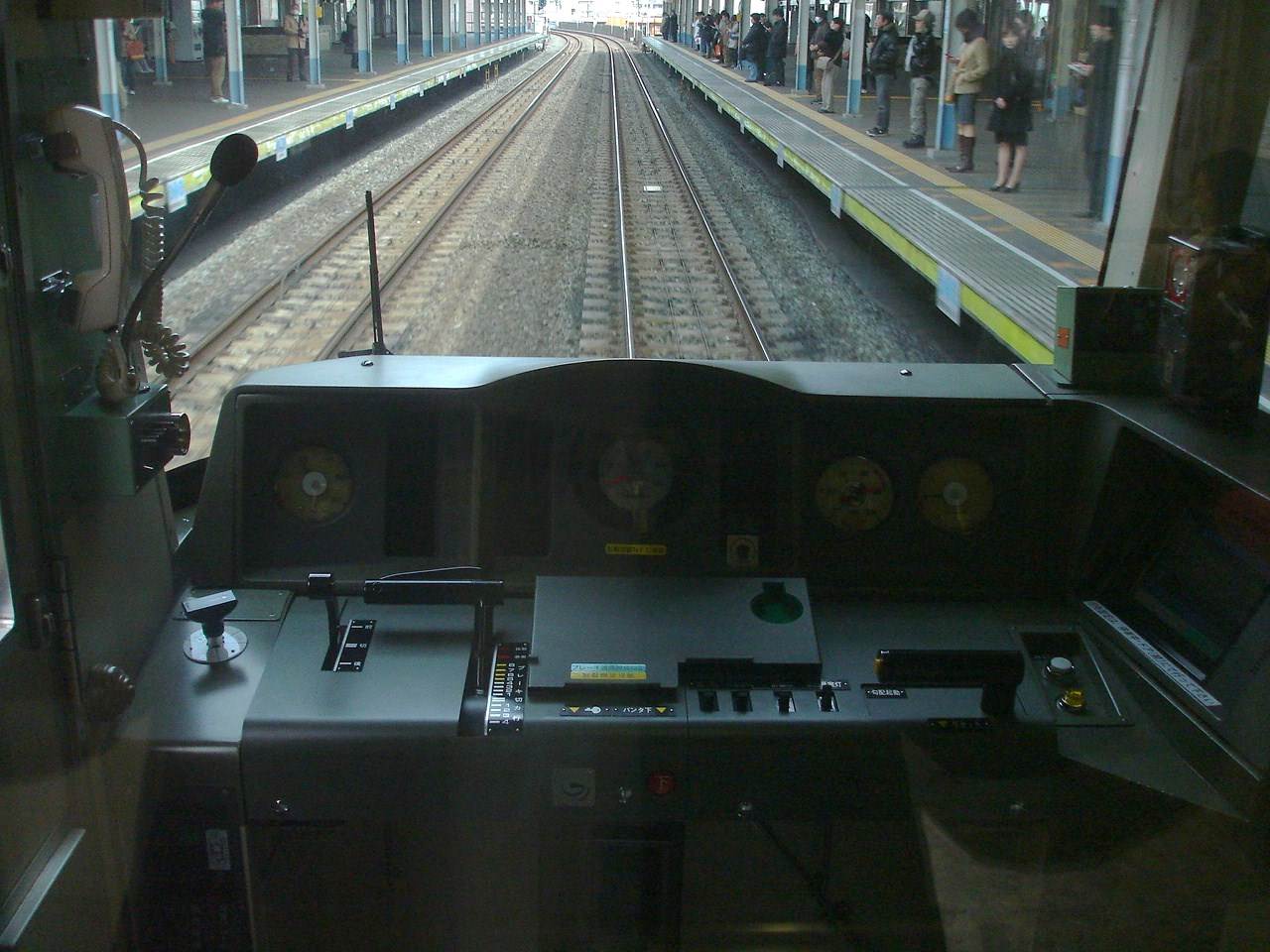
東西線転属後の運転台

2008年（平成20年）6月14日に有楽町線新線を延伸して開業した副都心線では、自動列車運転装置（ATO）を使用したワンマン運転を行うとともに、小竹向原 - 渋谷間の各駅にホームドアを採用し、引き続き有楽町線と一体的に運行されることになった。副都心線開業前から本系列とともに運用されている7000系は同線各駅のホームドアに対応するが、本系列は7000系や10000系とはドア位置が異なり、小竹向原駅のホームドアに対応出来ないことから副都心線渋谷方面への運用が不可能となった。
そのため、2006年（平成18年）9月1日から有楽町線に10000系を投入して2次車の4本を順次東西線へ転籍させ、残存していた5000系を置き換えた。これらの転籍改造工事は座席モケット以外は深川工場の車体更新修繕場で実施された。
転用に際して車体色は05N系と同様のカラーとし、スカイブルー（水色）を主体に、細い白と紺色の3色のラインを配している。先頭車連結器のブレーキ接続用の空気配管、空気栓受が不要となるために撤去するとともに、排障器の切り欠き部をやや大きくしている。前面にはフロントガラスの車掌台側に編成番号（71 - 76）が貼り付けされている。冷房装置は三菱電機製の稼働率制御方式（ON/OFF制御方式）クーラー（CU768-1形）に更新された。また、運転台は05N系に準じた左手操作のデッドマン装置付きワンハンドルマスコンに改造された。
保安装置も有楽町線用のATC装置（新CS-ATC）と東西線用のATC装置（デジタル方式新CS-ATCとWS-ATC。なお、WS-ATCは東葉高速線と共通）では仕様が異なるため、装置本体を交換した。合わせてJR線用のATS-P装置を搭載し、不要となる東武形ATSと西武形ATS装置は撤去した。列車無線装置については、誘導無線装置本体を交換し、有楽町線と東西線では誘導無線アンテナの設置車両位置が異なるため、07-300形と07-800形の連結位置を入れ替えた。合わせてJR線用の空間波無線装置、防護無線装置、信号炎管などを搭載し、東武・西武用空間波無線装置は撤去した。
本系列を有楽町線から東西線へ転用するにあたって、両線は線路が繋がっていないため、日本貨物鉄道（JR貨物）の甲種車両輸送により、同線へ輸送された。最初に綾瀬検車区に回送、綾瀬駅からJR常磐線 - 武蔵野線 - 中央線を経由して中野駅へ輸送され、深川検車区へと回送された。
一方、1次車2本は引き続き有楽町線での運用が行われたが、2007年（平成19年）9月、小竹向原駅の全ホームにホームドアを設置することから、同年10月より運用から外され、転用先が決まらず和光検車区にて休車扱いとされていた。その後、2009年（平成21年）3月に東西線において快速列車を通勤快速へ格下げする輸送改善を目的としたダイヤ改正を行うことが決定され、その際の運用補填用として1次車2本も同線に転用された。後に東西線でもホームドア設置が開始されたが、こちらは15000系、05系ワイドドア車に対応した大開口可動式ホーム柵を供用することで解決している。
なお、千代田線においてJR列車無線のデジタル化と改正技術基準の対応工事施工のため、同線で一時的に予備車を確保するために第01編成を2008年（平成20年）9月 - 12月の間千代田線に転籍させ、その後東西線へと転籍させた。これにより第01編成は、東京メトロでは珍しい3路線での営業運転実績を持つこととなった。
2008年6月14日に公式ホームページの有楽町線車両図鑑から07系の記載が削除され、一時的に本系列は営業列車で唯一掲載されていなかったが、2009年7月から東西線の車両図鑑に掲載されている。

### B修工事

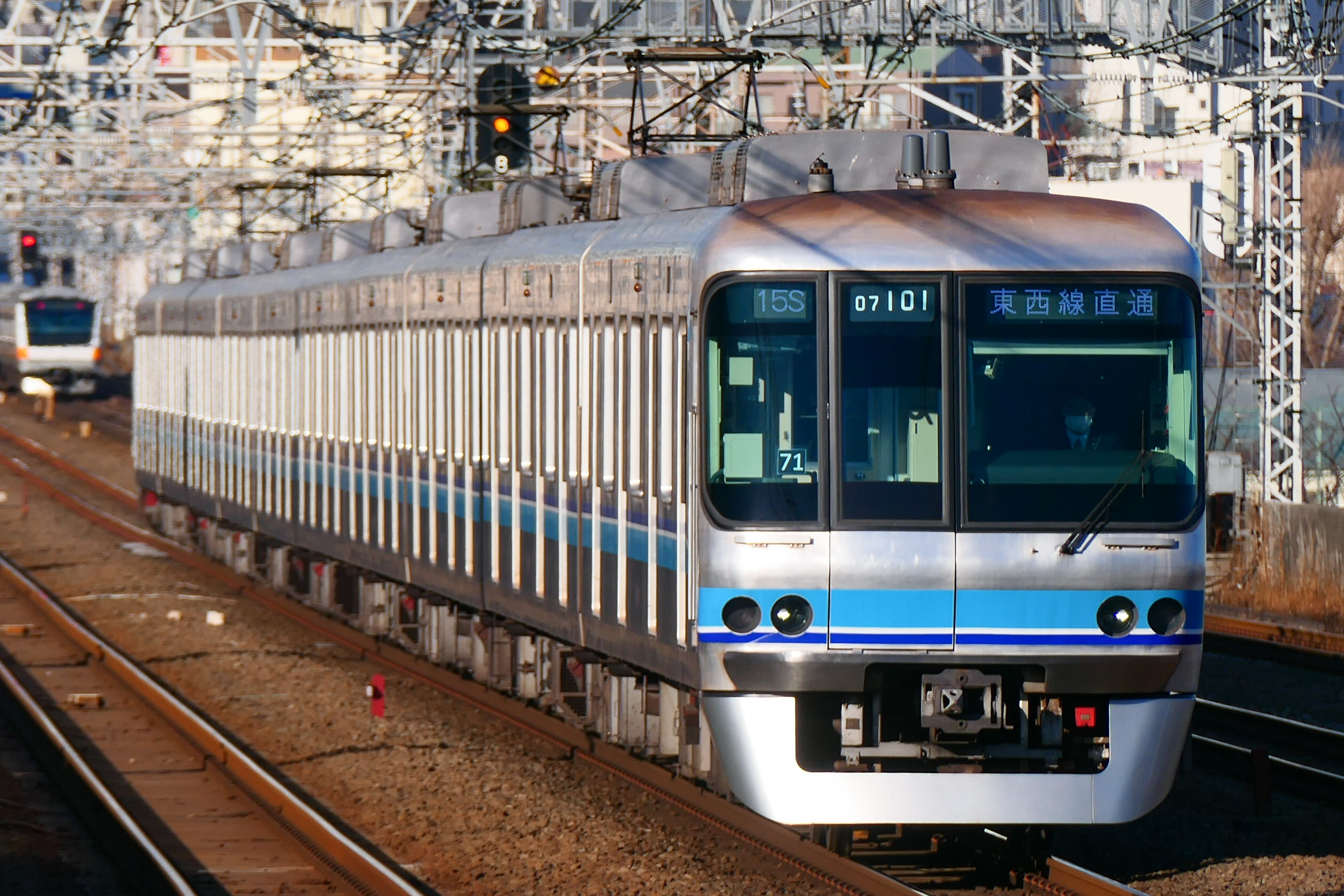
深川でB修工事を実施した第71編成

2018年に第73編成にB修工事が施工され、8月15日より運用を開始した。工事内容は、行先表示をフルカラー式に交換、前照灯の変更、フリースペースの増設、座席袖仕切りの変更、LCD式車内案内表示器の設置などである。制御装置はIGBT素子のままだが、型式 MAP-214-15V308、三菱電機製の2レベル方式に交換された。

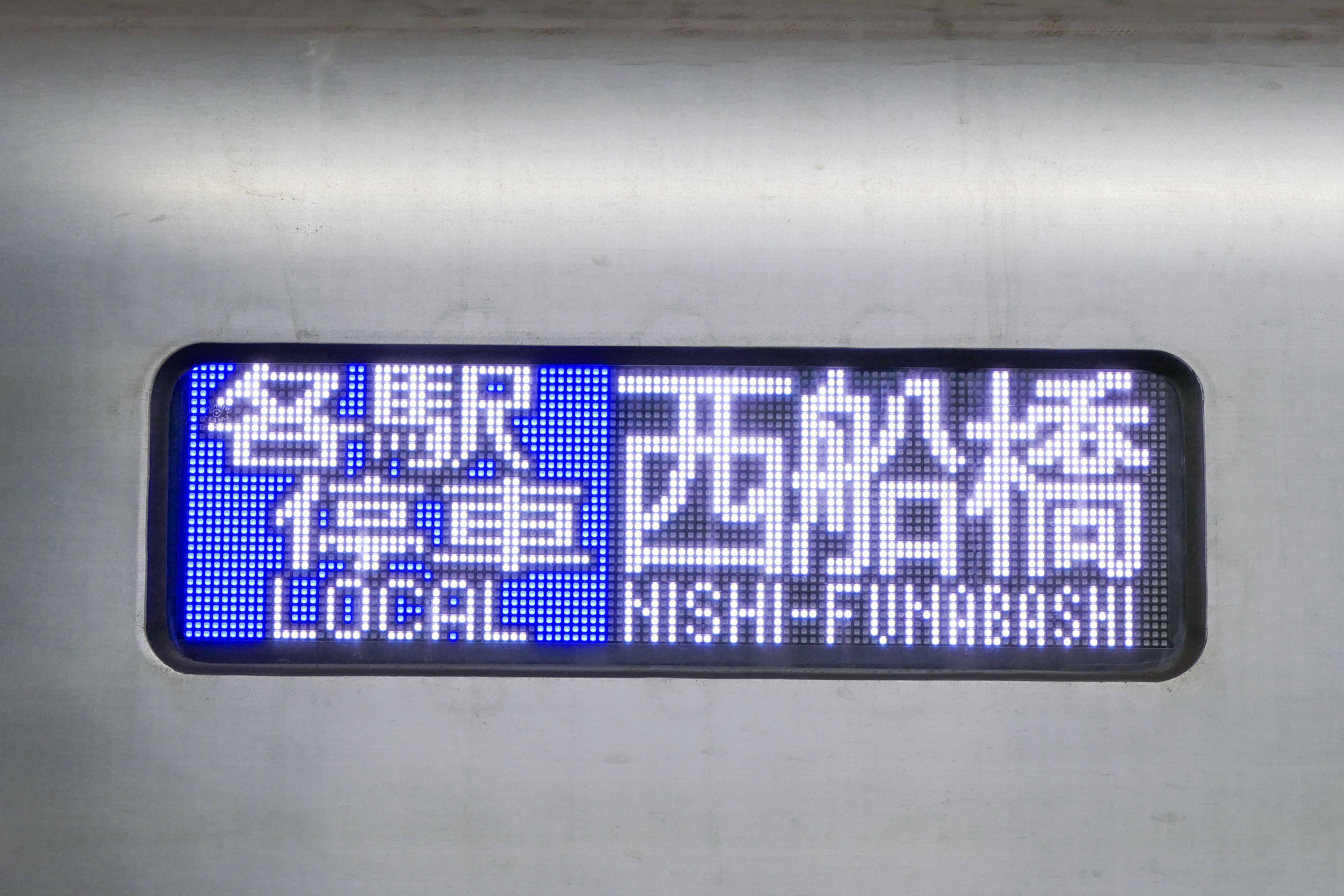
フルカラー式となった行先表示器
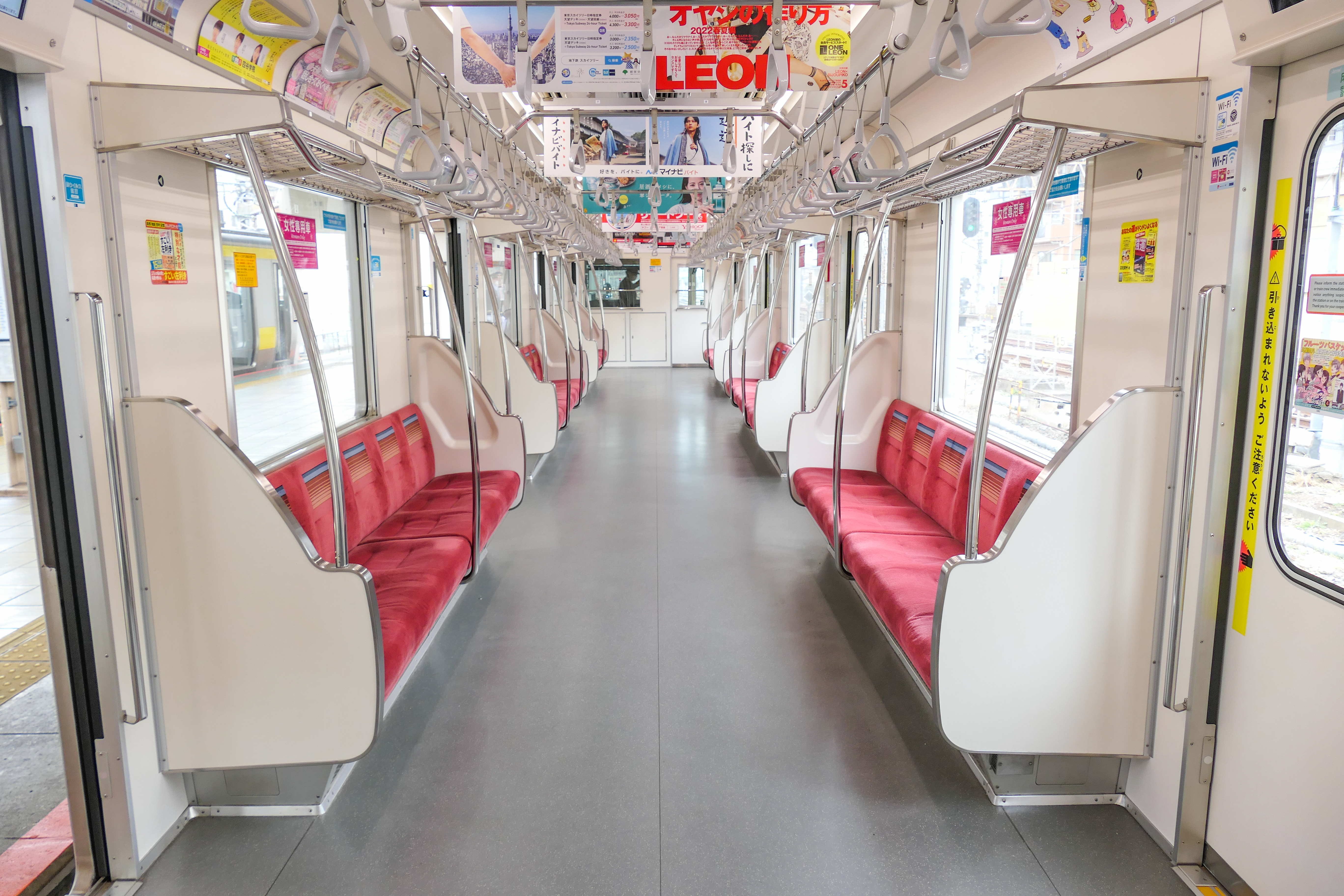
車内
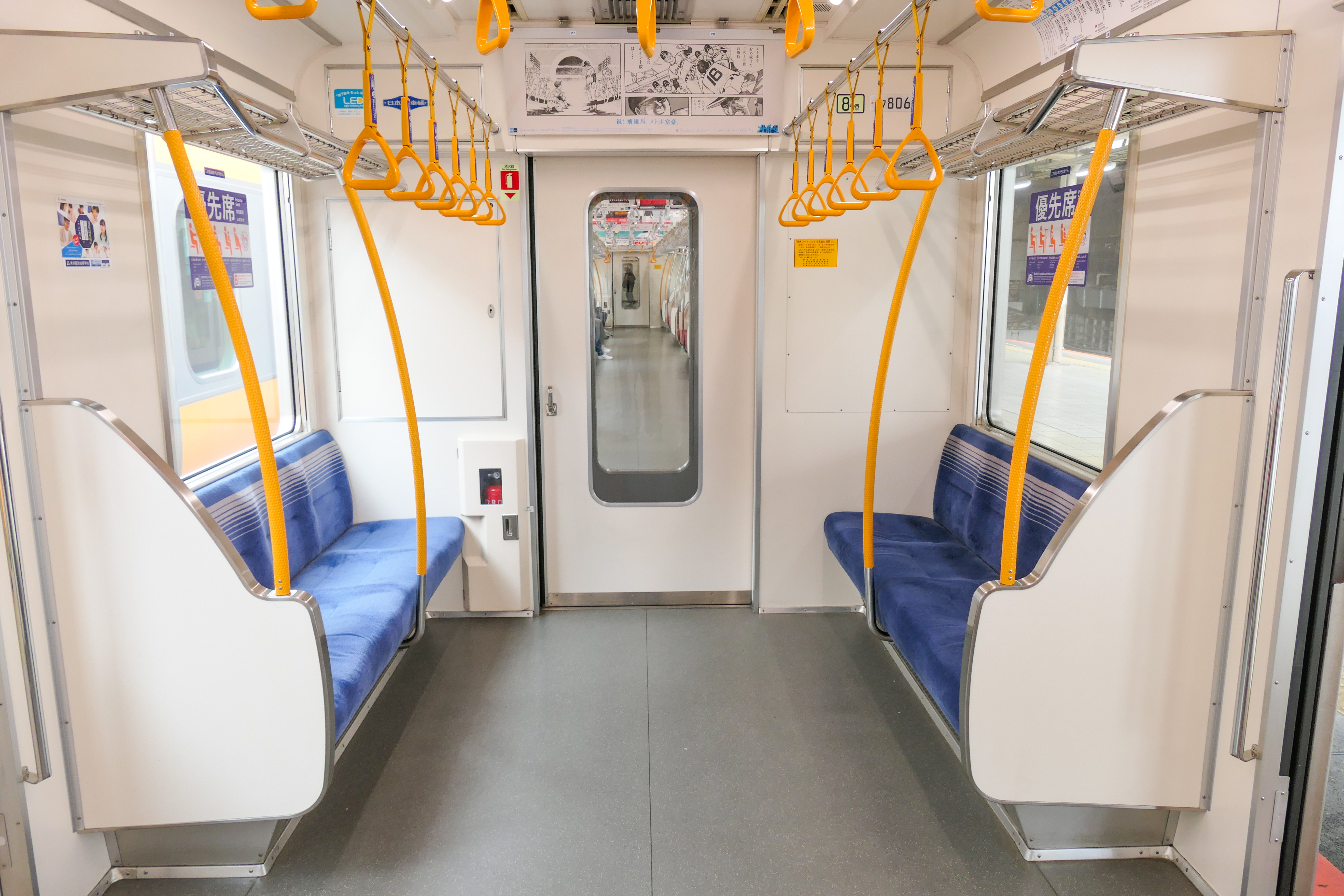
優先席
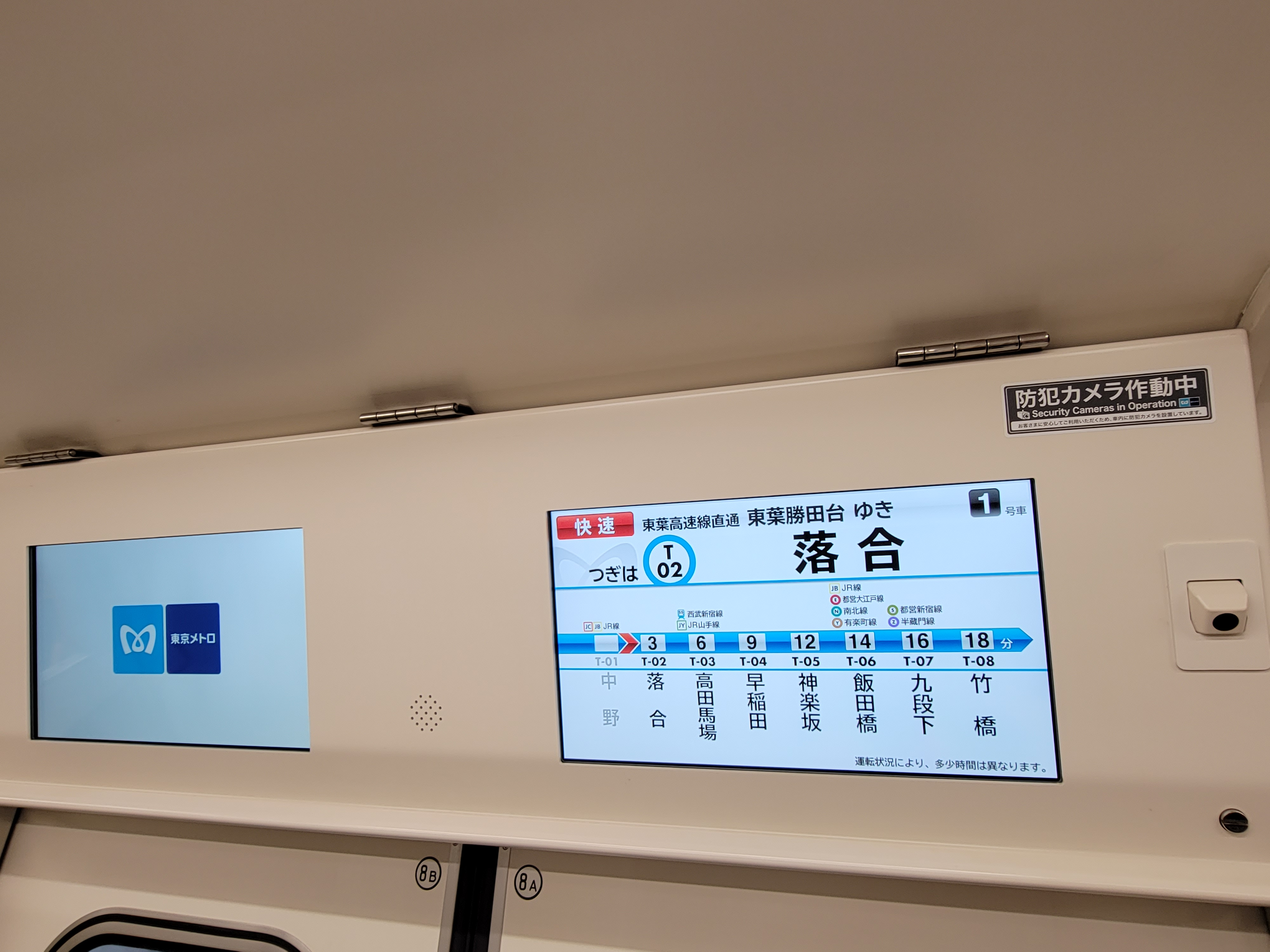
改造により設置されたLCD式車内案内表示器と防犯カメラ

## 編成組成

### 東西線
|              | ← 津田沼・東葉勝田台・西船橋中野・三鷹 → |                 |                 |                 |                 |                 |                 |                 |                 |                 |
| 号車         | 1                                        | 2               | 3               | 4               | 5               | 6               | 7               | 8               | 9               | 10              |
| 車種         | 07-100 CT1                               | ◇ 07-200 M1     | 07-800 T'       | ◇ 07-400 M2     | 07-500 Tc1      | 07-600 Tc2      | ◇ 07-700 M3     | 07-300 T        | ◇ 07-900 M1     | 07-000 CT2      |
| 搭載機器     |                                          | VV,CP,BT        |                 | VV,BT           | SIV             | SIV             | VV,CP           |                 | VV,CP,BT        |                 |
| 車両重量 (t) | 25.1                                     | 32.4            | 22.2            | 31.4            | 25.4            | 24.6            | 31.7            | 21.8            | 32.4            | 25.0            |
| 定員         | 138                                      | 153             | 152             | 152             | 152             | 152             | 152             | 152             | 153             | 138             |
| 座席定員     | 46                                       | 52              | 54              | 54              | 54              | 54              | 54              | 54              | 52              | 46              |
| 車両番号     | 07-101 : 07-106                          | 07-201 : 07-206 | 07-801 : 07-806 | 07-401 : 07-406 | 07-501 : 07-506 | 07-601 : 07-606 | 07-701 : 07-706 | 07-301 : 07-306 | 07-901 : 07-906 | 07-001 : 07-006 |

### 有楽町線在籍時
|              | ← 新木場和光市・森林公園・飯能 → |                 |                 |                 |                 |                 |                 |                 |                 |                 |
| 号車         | 1                                | 2               | 3               | 4               | 5               | 6               | 7               | 8               | 9               | 10              |
| 車種         | 07-100 CT1                       | ◇ 07-200 M1     | 07-300 T        | ◇ 07-400 M2     | 07-500 Tc1      | 07-600 Tc2      | ◇ 07-700 M3     | 07-800 T'       | ◇ 07-900 M1     | 07-000 CT2      |
| 搭載機器     |                                  | VV,CP,BT        |                 | VV,BT           | DC              | DC              | VV,CP           |                 | VV,CP,BT        |                 |
| 車両重量 (t) | 25.4                             | 32.4            | 21.8            | 31.4            | 24.7            | 23.9            | 31.7            | 22.2            | 32.4            | 25.4            |
| 定員         | 138                              | 153             | 152             | 152             | 152             | 152             | 152             | 152             | 153             | 138             |
| 座席定員     | 46                               | 52              | 54              | 54              | 54              | 54              | 54              | 54              | 52              | 46              |
| 車両番号     | 07-101 : 07-106                  | 07-201 : 07-206 | 07-301 : 07-306 | 07-401 : 07-406 | 07-501 : 07-506 | 07-601 : 07-606 | 07-701 : 07-706 | 07-801 : 07-806 | 07-901 : 07-906 | 07-001 : 07-006 |

| 凡例 - ◇：パンタグラフ - CT：制御車（運転台あり・モーターなし） - T：付随車（モーターなし） - Tc：簡易運転台付き付随車 - M：電動車（モーター4個搭載） - VV：主制御器 - CP：空気圧縮機 - BT：蓄電池 - SIV：静止形インバータ - DC：DC-DCコンバータ |
| 備考 - 東西線転籍後は、編成中4両（太字）の自重が変更された。 - 前述の通り、07-300形と07-800形は位置が入れ替えられている。 |

## 運用

### 東西線
転属当初はATS-Pは設置されたものの、JR側の車両教習が遅れたため、JR線（中央線・総武線ともに）には入線しない運用に限定されていた。後の2007年3月5日からはJR線直通の運用にも投入され、05系や15000系と共通運用となり、快速列車にも使用されている。
運用区間
- 東西線 - 全線
- 東日本旅客鉄道（JR東日本） - 中央・総武線各駅停車（中央緩行線：中野駅 - 三鷹駅間、総武緩行線：西船橋駅 - 津田沼駅間）
- 東葉高速鉄道東葉高速線 全線

### 過去の運用
本項では、路線名は号線による区分ではなく旅客案内上の名称を用いている。副都心線は和光市駅 - 渋谷駅間のことを指す。

#### 有楽町線
運用区間
- 有楽町線
- 西武鉄道池袋線 - 池袋線方面には西武有楽町線経由で飯能駅まで直通し、池袋線内は準急・快速となる列車も存在した。また、西武ドームでのイベント開催時には狭山線西武球場前駅まで直通することがあった（その際『この電車は西武球場前ゆき』と表示される）。
- 東武鉄道東上線 - 東上線方面には通常定期列車としては川越市駅までであるが、走行キロ数調整のための精算運転の際に森林公園駅まで直通することがあった。

07系が使用された臨時列車またはヘッドマーク付き列車には以下のようなものがある。
- 「ドリームエキスプレス」運転に伴う臨時列車。詳細は別項。
- 東京ミレナリオに伴う臨時急行列車。詳細は別項。
- 新線池袋駅10周年記念ヘッドマーク付き列車。
- 2005年（平成17年）春には第05編成に東京地下鉄1周年を記念したヘッドマークが掲出された。

#### 千代田線

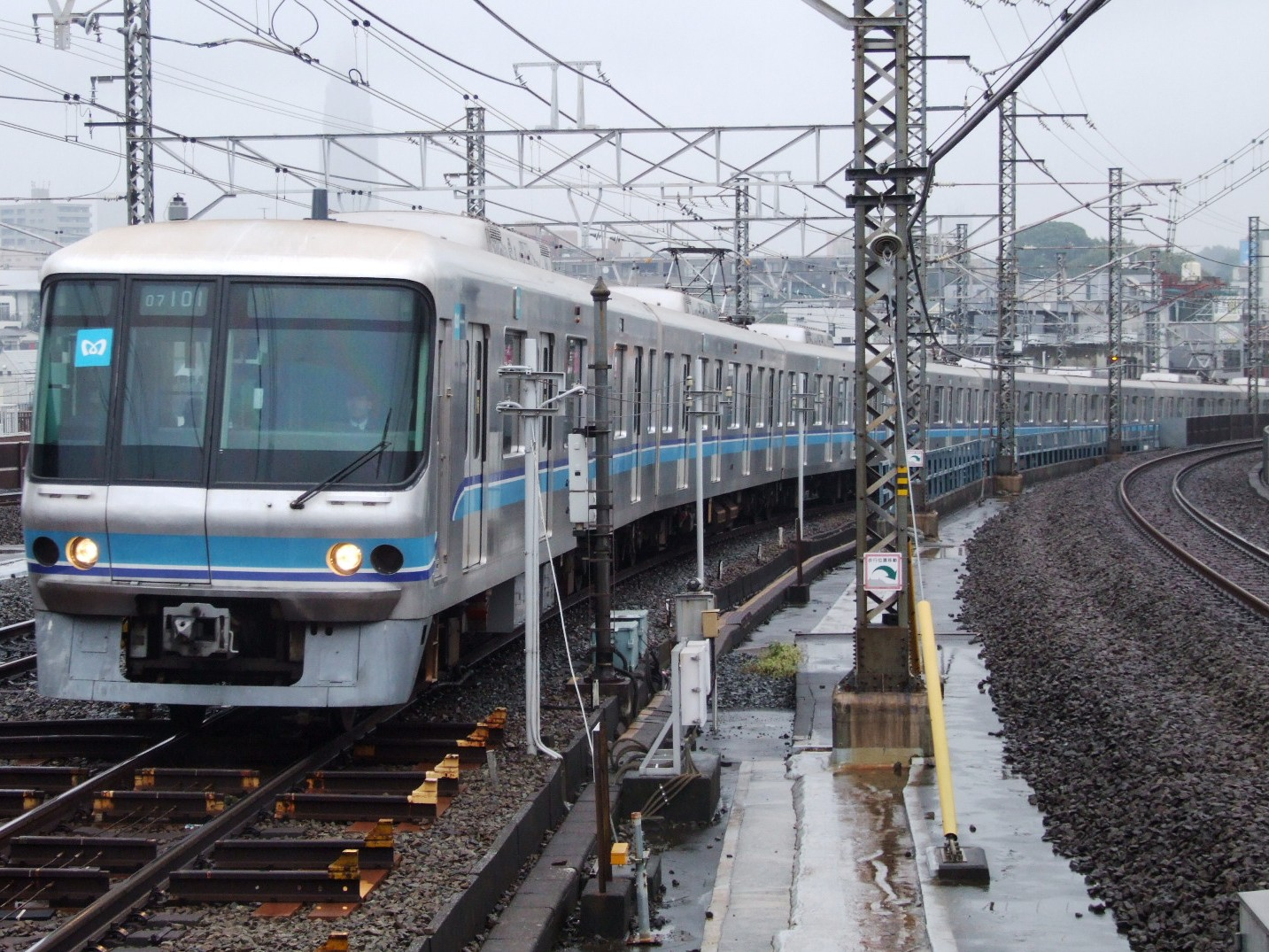
千代田線で一時的に運用された07系
（2008年9月30日 代々木公園 - 代々木上原）

第01編成は、2008年（平成20年）9月11日より12月までの間、予備車として一時的に千代田線で営業運転を行っていた。短期間の走行のため、小田急線への乗り入れ改造は行われず、改造も最小限として減速度が有楽町線の常用3.5km/h/s・非常4.5km/h/sから千代田線の常用3.7km/h/s・非常4.7km/h/sへ変更された程度であった他、ラインカラーも東西線のままで使用された。
運用区間
- 千代田線 綾瀬駅 - 代々木上原駅間
- 東日本旅客鉄道（JR東日本）常磐緩行線 綾瀬駅 - 取手駅間[18]

## その他
- 第01編成は1992年（平成4年）12月中旬に、第02編成は1993年（平成5年）1月初旬に落成し、綾瀬検車区に搬入された。その後、和光検車区に回送され、同年2月には東武東上線の森林公園検修区へ貸し出され、東武鉄道乗務員の訓練運転に使用された。
- 1993年（平成5年）3月14日には綾瀬検車区で試乗会と撮影会が実施された。試乗会には本系列の第02編成が使用され、事前応募の500人が参加して綾瀬検車区 - 湯島駅間を往復走行した。撮影会には試乗会の参加者を含めた事前応募から選ばれた1,000人が参加した。
- 1994年（平成6年）12月6日の有楽町新線小竹向原 - 新線池袋間の発車式と終祓式（開業記念式典）には第06編成が使用され、前面に開業記念ヘッドマークが取り付けられた。
- 1997年（平成9年）12月からは西武池袋線での乗務員訓練運転が開始され、同年12月17日に本系列が初めて同線に入線した。

（上記4項目）
- 2006年（平成18年）9月から運用される有楽町線・副都心線向けの10000系に使用されるFS777形ボルスタ構造台車の走行試験を本系列で実施した。これは本系列にFS569形試作ボルスタ構造台車を取り付け、試験走行を実施して検証を行ったものである。この結果から10000系ではFS777形台車の採用に至った[20]。